# Al D'Amato
Alfonse Marcello D'Amato, meglio conosciuto come Al D'Amato (Brooklyn, 1º agosto 1937), è un politico statunitense di origini italiane.

## Biografia
Repubblicano, è stato senatore degli Stati Uniti dal 1981 al 1999. Dopo la sconfitta alle elezioni del 1998, in cui venne superato dal democratico Chuck Schumer, non si è più candidato. Il 18 maggio 1989, insieme al collega Jesse Helms, tenne un discorso al Senato in cui accusò l'opera Piss Christ di volgarità e blasfemia. D'Amato ha realizzato un cameo interpretando se stesso nel film L'avvocato del diavolo (1997) e nella serie tv Spin City.
Il 12 giugno 2007 fece endorsement a favore del collega Fred Thompson per la nomina a candidato repubblicano nelle primarie per le presidenziali 2008. Spiegando le ragioni della sua scelta definì Thompson "un vero conservatore". Dopo la brutta figura di Thompson del 22 gennaio 2008, D'Amato cominciò a sostenere John McCain. D'Amato è presidente della Poker Players Alliance (PPA), un'organizzazione nonprofit che ha lo scopo di proteggere i diritti dei giocatori di poker (tra cui quello di pagare on line) negli USA.